# 申甫
申甫，山西壺關人，明朝政治人物，举人出身。

## 生平
洪武三年（1370年），山西乡试中举。曾任蕪湖縣知縣。